# Joss Whedon
Joseph Hill "Joss" Whedon (New York, 23 giugno 1964) è un regista, sceneggiatore, fumettista, produttore televisivo, produttore cinematografico, compositore e montatore statunitense.
Deve gran parte della sua fama alla creazione di serie televisive di successo, come Buffy l'ammazzavampiri e il suo spin-off Angel, e alla regia dei colossal del Marvel Cinematic Universe The Avengers e Avengers: Age of Ultron, usciti rispettivamente nel 2012 e nel 2015. Whedon è anche autore di molte sceneggiature televisive e cinematografiche e di fumetti legati alle sue creazioni televisive e di franchising affermati come Astonishing X-Men.
Celebre per il suo stile narrativo caratterizzato da dialoghi brillanti, personaggi femminili forti e trame intricate, ha avuto un impatto significativo nell’industria dell’intrattenimento, sebbene la sua carriera sia stata segnata anche da controversie legate al suo comportamento sul set.
Nel 1997 ha fondato la casa di produzione cinematografica denominata Mutant Enemy che ha chiuso i battenti nel 2006. Lo stesso Whedon è uno dei co-fondatori della Bellwether Pictures insieme a sua moglie Kai Cole.

## Biografia
Joss Whedon è nato a New York City ed è uno sceneggiatore TV di terza generazione, essendo figlio di Tom Whedon, sceneggiatore per The Electric Company negli anni settanta e Cuori senza età negli anni ottanta, e nipote di John Whedon, uno degli sceneggiatori di The Donna Reed Show negli anni cinquanta. La madre, Ann Lee Stearns, era un'insegnante alla Riverdale Country School. Joss è il fratello più giovane di Samuel e Matthew Whedon e il fratello maggiore degli scrittori Jed e Zack Whedon.
Ha studiato in Inghilterra al Winchester College e ha conseguito nel 1987 una laurea in materie cinematografiche all'università Wesleyan, in Connecticut. Appassionato di fumetti, di cui è autore, fantasy e fantascienza, Whedon è ateo e umanista.

### Inizio carriera

#### Primi anni
Dal 1989 Whedon comincia a lavorare come sceneggiatore per le sitcom Pappa e ciccia e Fra nonni e nipoti. Come un addetto alla revisione delle sceneggiature, Whedon lavora come sceneggiatore accreditato su film come Getaway (1994), Speed e Waterworld (1995), Twister (1996), e Atlantis - L'impero perduto (2001). X-Men (2000) contiene solamente due brevi scambi di battute scritti da Whedon. Nel frattempo sceneggiò Buffy l'ammazzavampiri (1992) il film che avrebbe preceduto l'omonima serie e Alien - La clonazione (1997), e co-sceneggiò Toy Story (1995) e Titan A.E. (2000), il primo dei quali gli è valso la sua prima, e fino ad ora unica, nomination ai premi Oscar nella categoria per la miglior sceneggiatura originale. Whedon ha spesso però espresso forte insoddisfazione per le versioni distribuite di molti di questi film.

#### Buffy l'ammazzavampiri
Nel 1997, Whedon creò il suo primo show televisivo, la già citata Buffy l'ammazzavampiri. La serie ha per protagonista Buffy Summers, interpretata da Sarah Michelle Gellar, ultima di una serie di giovani donne chiamate a combattere contro vampiri, demoni e altre forze delle tenebre. L'idea alla base del soggetto è venuta a Whedon direttamente dalla sua avversione per vedere la classica formula Hollywoodiana de "la ragazzina bionda che in ogni film dell'orrore entra in un vicolo buio e viene uccisa " presente in ogni film horror. Whedon aveva intenzione di sovvertire questo cliché.
La serie appartiene a diversi generi cinematografici, come horror, arti marziali, splatter, urban fantasy e drammatico. La trama di Buffy è raccontata sotto forma di serie televisiva, dove in ciascun episodio si sviluppa un intreccio indipendente, che generalmente si riallaccia a una trama più grande. A sua volta, la trama si divide in stagioni, contraddistinte dalla presenza e dall'eliminazione (non necessariamente la sua morte) di un grande antagonista, ogni volta diverso.
La serie ha ricevuto numerosi premi e candidature, tra cui una nomination per l'Emmy Award per l'episodio del 1999 L'urlo che uccide della quarta stagione. L'episodio del 2001 Un corpo freddo della quinta stagione è stato candidato per un Premio Nebula nel 2002, e il già citato episodio musical dell'autunno dello stesso anno intitolato La vita è un musical, è stato candidato per i premi Best Dramatic Presentation ai Premi Hugo e Miglior sceneggiatura ai Premi Nebula. L'episodio finale della serie è stato nuovamente candidato per il Best Dramatic Presentation ai Premi Hugo del 2003. Tutti questi episodi sono stati diretti e sceneggiati da Whedon stesso, e sono tuttora considerati alcuni degli episodi più efficaci e popolari che la serie in sé stessa e che la TV statunitense in generale abbia mai prodotto. Buffy l'ammazzavampiri è stata lodata in tutto il mondo per i suoi temi e l'impatto sulla cultura popolare. Nel giugno 2012, la rivista Slate ha indicato come sulla serie siano stati scritti più testi di cultura pop rispetto a quasi qualsiasi altra cosa.

#### Angel
Come risultato del successo di Buffy, a Whedon è stato permesso uno spin-off della serie, Angel. David Greenwalt e Whedon collaborarono all'episodio pilota per The WB Network. Quando Whedon con il suo team decise di creare Angel, aveva un'idea ben precisa di ciò che lo show avrebbe dovuto essere: uno spettacolo dark e maturo che avrebbe interessato un pubblico prettamente adulto, a differenza della serie madre Buffy, che aveva sempre conferito una certa leggerezza alle situazioni e che poteva essere definita più adolescenziale. Durante la lavorazione della serie la rete televisiva tuttavia ammorbidì molto i toni dell'intera opera mitigando il concetto originale di Whedon riguardo allo svilupparsi della storia. Il secondo episodio della prima stagione, per esempio, avrebbe dovuto chiamarsi Corrotto, e doveva trattare diverse scene con prostitute ed altre di violenza sessuale, ma fu completamente abbandonato a causa dei contenuti e della tristezza insita nella sceneggiatura.
La premessa iniziale comunque fu nonostante tutto mantenuta e, proprio a causa di ciò, ci furono diversi problemi legati ai contenuti troppo espliciti del programma per via della rete The WB, nata principalmente come canale per adolescenti. Durante la produzione di altri dei primi episodi, ci furono diverse trame rifiutate dalla rete, che definiva "troppo pesanti e scabrose". Il tono è stato quindi ammorbidito stabilendo che il protagonista avrebbe aperto la Angel Investigations. Ne consegue che Angel (interpretato da David Boreanaz), lavori come investigatore privato, al fine di "aiutare gli indifesi". Nonostante queste prime incomprensioni, la serie di Angel è andata avanti per cinque anni, senza che gli autori dovessero censurare la propria fantasia. Infatti, in Inghilterra, la prima stagione ha comunque un visto censura vietato ai minori di 18 anni, per via di un episodio che tratta di possessioni demoniache e rituali satanici. Nel corso della serie, vengono spesso mostrate scene splatter e di accentuata violenza, così come viene utilizzato un linguaggio piuttosto scurrile (soprattutto nella quarta stagione) e mostrate scene di natura sessuale. Per questo motivo in Italia sulle reti pubbliche, la messa in onda e le repliche di Angel furono trasmesse sempre in seconda serata. Nonostante questo generale tono cupo dato all'intera serie va ricordato che all'interno di ogni stagione furono inseriti episodi meno drammatici e più leggeri, nello stesso stile della serie madre Buffy, come ad esempio L'ora del sorriso della quinta stagione.
La serie è stata elogiata per la presentazione di una versione unica e progressiva dell'archetipo eroistico-noir riplasmato in un detective vampiro simpatico, riuscendo anche a vincere il Saturn Award nella categoria Miglior serie televisiva ed i tre episodi Dietro le quinte della terza stagione, il già citato L'ora del sorriso e Non svaniremo della quinta stagione furono tutti e tre candidati ai Premi Hugo nella categoria Best Dramatic Presentation, Short Form nel 2003 e 2005.
La rete WB ha annunciato in data 14 febbraio 2004, che la serie non sarebbe stata rinnovata per una sesta stagione. Riguardo a questa cancellazione, Whedon ha dichiarato: "È stato come 'se un ragazzo sano cadesse a terra per un attacco di cuore'. Credo che la ragione per cui Angel ha avuto problemi con la WB sia perché era l'unico show che cercava di non assomigliare a Buffy. Voleva essere uno spettacolo per adulti". La serie è nonostante tutto continuata attraverso un fumetto.

### Gli anni duemila

#### Firefly
Whedon, dopo Angel, creò la serie space western Firefly, con Nathan Fillion, Gina Torres, Alan Tudyk, Morena Baccarin, Adam Baldwin, Jewel Staite, Sean Maher, Summer Glau e Ron Glass. Ambientato nell'anno 2517, Firefly esplora le vite delle persone che, ai margini della società, si guadagnano da vivere come equipaggio della Serenity, una astronave classe "Firefly". L'idea fondamentale della serie arrivò a Whedon mentre questi leggeva un libro sulla Battaglia di Gettysburg.
Un elemento costantemente presente all'interno della serie è l'iniezione Whedoniana di anti-totalitarismo, iscritto nell'analogia storica tra la realmente accaduta Battaglia di Gettysburg e l'immaginaria "Battaglia della Valle Serenity" in cui due dei personaggi principali, Malcolm Reynolds e Zoe Washburne hanno combattuto dalla parte indipendentista che ha, nonostante tutto, perso. Firefly è stata scritta con un attento studio sul carattere dei singoli personaggi, che nelle parole dello stesso Whedon rielabora il concetto di "nove persone guardando nel buio dello spazio e vedono nove cose diverse".
Tim Minear, che aveva lavorato con Whedon in passato, fu scelto come showrunner della serie. La fusione fra la frontiera americana e lo spazio profondo non è stata ben accolta dalla critica. E nonostante la stessa critica ne lodi altri aspetti, lo spettacolo ebbe una media di 4.480.000 telespettatori al momento della messa classificandosi 125º in valutazioni di Nielsen, cosa che ha portato alla cancellazione della serie da parte della Fox. Whedon pur di dare una degna conclusione alla storia si rivolse quindi alla Universal creando Serenity, un film che si svolge dopo gli eventi di Firefly. Questa sviluppo in franchise ha portato alla nascita di romanzi, fumetti e altri media tutti incentrati sull'universo narrativo dello show. New Scientist magazine ha tenuto un sondaggio nel 2005 per trovare le migliori opere di sempre, in esso Firefly e Serenity presero rispettivamente il primo e il secondo posto. Dalla sua cancellazione, la serie ha acquisito lo status di cult.

#### Serenity
Dopo che la Universal Pictures acquisì diritti dalla Fox, Whedon cominciò a scrivere la sceneggiatura di Serenity. Il processo di trasformazione della storia da serie televisiva in un film fu commentato da Whedon: "... è stata la cosa più dura da scrivere che io abbia mai fatto..." Il copione si basò su idee non utilizzate in Firefly e previste per la seconda stagione mai realizzata. La colonna sonora venne composta da David Newman. Nel film vengono utilizzati due piani sequenza lunghi diversi minuti e realizzati in steadicam che nelle parole del regista avrebbero dovuto dare un senso di sicurezza nello spazio..
Serenity ha vinto i premi come film dell'anno del Film 2005 e FilmFocus. Ha vinto inoltre i premi di IGN Film come miglior film di fantascienza, migliore storia e migliore trailer, concorrendo anche per il miglior film. Ha vinto inoltre il Premio Nebula per la miglior sceneggiatura nel 2005, la settima edizione dei User Tomato Awards come miglior film di fantascienza del 2005 di Rotten Tomatoes, il premio Viewers Choice 2006 degli Spacey Award per il film preferito, il premio Hugo 2006 per la miglior presentazione drammatica in forma lunga e il premio speciale Prometheus 2006.
Nonostante le critiche generalmente positive e i buoni incassi al botteghino durante il primo fine settimana (oltre 10 milioni di dollari), al cinema il film ha ricavato meno delle aspettative, circa 39 milioni di dollari in totale, grossomodo pari ai costi di produzione, guadagnando solo con la vendita del DVD. Per spingere la casa di produzione Universal a considerare l'idea di un sequel, i fan di Firefly si sono mobilitati organizzando una campagna di acquisto del DVD il 23 giugno 2006, compleanno di Whedon, che in questo giorno ha raggiunto il secondo posto della classifica di Amazon. In seguito il DVD USA è rimasto per parecchie settimane al primo posto nelle vendite di Amazon. Ad aumentare le vendite del DVD hanno inoltre contribuito i numerosi premi di settore che sono stati assegnati al film.
Nel marzo 2007 un sondaggio online del sito della rivista britannica SFX ha inaspettatamente collocato Serenity come migliore film di fantascienza della storia, davanti a titoli decisamente più blasonati quali Guerre stellari, Blade Runner o 2001: Odissea nello spazio. Pur non avendo il sondaggio alcun valore statistico, la notizia ha suscitato un certo clamore, conquistando spazio su alcuni dei più importanti quotidiani internazionali e, di conseguenza, proiettando nuovamente verso l'alto le vendite del DVD del film.

#### Altri lavori
Nel 2005, essendo un grande fan della serie televisiva Veronica Mars, partecipa all'episodio 2x06, nel ruolo di Douglas. Come guest director ha contribuito a due episodi del 2007 della serie The Office (rispettivamente il diciassettesimo della terza stagione e il sesto della quarta) e ad un episodio di Glee del 2010 (il diciannovesimo della prima stagione).

##### Dr. Horrible's Sing-Along Blog
In risposta allo sciopero degli sceneggiatori (2007-2008), Whedon ha diretto, co-sceneggiato assieme ai fratelli e prodotto Dr. Horrible's Sing-Along Blog. In cui si racconta la storia di Dr. Horrible, un aspirante super-criminale, che condivide un amore per una ragazza di nome Penny con la sua nemesi, Captain Hammer. Whedon è inoltre il finanziatore del progetto stesso con un investimento di poco più di 200.000 dollari cosa che, grazie al successo della serie, gli ha fatto guadagnare persino di più rispetto al suo lavoro su The Avengers. Joss ed il fratello Jed sono inoltre i compositori delle musiche della serie.
Whedon è stato premiato come Miglior regista e Migliore sceneggiatore per una Web serie comica agli Streamy Awards. Nel 2009 Dr. Horrible's Sing-Along Blog vince anche un premio Emmy pur rimanendo un'opera distribuita esclusivamente prima sul web e successivamente in DVD, nella categoria "Special Class – Short-format Live-Action Entertainment", nello stesso anno Whedon dirige inoltre un episodio della prima stagione di Glee.

##### Dollhouse
Sempre nel 2009, Whedon crea la sua quarta serie televisiva, di cui dà l'annuncio il 31 ottobre 2007, dal titolo Dollhouse che vede protagonista Eliza Dushku nei panni di Echo ed è trasmessa in Italia dall'emittente televisiva Fox. Le riprese sono iniziate il 23 aprile 2008.. Nonostante gli ascolti non molto alti della sua prima stagione, è stata rinnovata per una seconda e ultima stagione. Il seguito dei fan non è stato l'unico fattore della decisione, ma è stato considerato comunque sufficiente per proseguire con la serie; il presidente della sezione "entertainment" della FOX ha dichiarato: «Se avessimo cancellato lo show di Joss probabilmente avrei ricevuto 110 milioni di e-mail di protesta dai fan».

### Anni duemiladieci

#### Quella casa nel bosco
Whedon quindi co-sceneggia e produce il film horror Quella casa nel bosco diretto da Drew Goddard. Whedon lo ha descritto come un tentativo di rivitalizzazione dell'horror, definendolo una "lettera d'amore/odio" per il genere in cui il pensiero di Whedon emerge in quanto il film si distingue da altri film dell'orrore in quanto, secondo lo stesso Whedon: "le persone non sono sacrificabili per il nostro divertimento". Egli ha però ribadito il suo odio verso le pellicole torture porn definendole "nichiliste e misogine".
L'accoglienza critica di tutto il mondo al film è stata una delle più entusiaste per una pellicola horror degli anni 2000, tanto per la capacità di mescolare insieme orrore e comicità in un modo unico e senza precedenti, quanto perché riesce a reinterpretare vividamente l'elemento gore che sembrava oramai perduto e relegato alla zona dei B-movies. Ma la vera peculiarità di Quella casa nel bosco è il riuscire ad essere la prima pellicola che dando per assodato l'intero filone degli horror postmoderni, che culminava con la serie Scream di Wes Craven, portandoli alle estreme conseguenze e mostrandone i meccanismi elementari rende possibile una nuova forma di orrore che ritorna al tessuto della storia narrata. Di particolare interesse anche alcune analisi sui significati del film, in particolare come metafora di Hollywood e del mondo cinematografico e più specificatamente del rapporto spettatore-sceneggiatore-regista-produttore in relazione ai film horror.

#### Marvel Studios
Nel luglio 2010, è stato confermato che Whedon avrebbe scritto e diretto The Avengers, un adattamento live-action del team di supereroi dei fumetti Marvel che avrebbe riunito in un unico film gli eroi presentati in varie pellicole prodotte dai Marvel Studios. Con un incasso globale di oltre un miliardo e mezzo di dollari, The Avengers sul momento si è affermato come terzo maggiore incasso nella storia del cinema per poi scendere in quinta posizione venendo successivamente superato da Jurassic World e Star Wars - Il risveglio della Forza. Il film di Whedon ha generalmente ricevuto recensioni positive da parte della critica cinematografica. Il sito Rotten Tomatoes ha riportato che il 93% delle 294 recensioni professionali ha dato un giudizio positivo sul film, con una media di voto di 8,1 su 10. Su Metacritic il film ha avuto un punteggio di 69 su 100 in base a 43 recensioni. CinemaScore ha dato al film il voto A +. Todd McCarthy di The Hollywood Reporter ha dato una recensione positiva del film ed ha elogiato particolarmente il regista Joss Whedon, definendolo "un talento straordinario nel portare equilibrio a questo circo sovrumano". Un cronista del The Huffington Post, Zaki Hasan, ha definito The Avengers come il miglior film dei supereroi dai tempi di Superman (1978). La critica ha anche apprezzato gli sviluppi dei personaggi e i dialoghi presenti nel film. Per Associated Press, lo scrittore Christy Lemire ha scritto che il dialogo "brilla di luminosità come gli effetti speciali", mentre il giornalista Anthony Oliver Scott afferma di trovare delle somiglianze fra questo film e Rio Bravo (1959).
Nel 2013 Whedon torna a lavorare per la televisione creando per la Marvel la serie televisiva Agents of S.H.I.E.L.D. spin off di The Avengers per la ABC ed incentrata sul personaggio di Phil Coulson interpretato da Clark Gregg. La serie si sviluppa in continuità con la trama generale del Marvel Cinematic Universe con cui condivide personaggi ed eventi.
Dopo questa esperienza Whedon è tornato al cinema dirigendo e co-sceneggiando Avengers: Age of Ultron sequel di The Avengers che è risultato un altro successo al botteghino con un incasso totale complessivo di $1.403 miliardi risultando il settimo maggiore incasso nella storia del cinema oltre che il terzo film dei Marvel Studios e l'ottavo film distribuito dalla Disney a superare il miliardo di dollari di incasso. Il film è stato accolto in modo generalmente positivo dalla critica. Sull'aggregatore di recensioni Rotten Tomatoes ha un indice di gradimento del 75%, con un voto medio di 6.7 basato su 240 recensioni; sul sito Metacritic ha un voto medio di 66 su 100 basato su 49 recensioni. Todd McCarthy dell'Hollywood Reporter ha scritto: "Avengers: Age of Ultron riesce nell'impresa di creare un degno avversario per i suoi supereroi e dare a questi ultimi qualche cosa di nuovo da fare, ma questa volta le scene d'azione non sono sempre all'altezza". Peter Bradshaw del Guardian ha dato al film 4 stelle su 5, definendolo "esuberante, divertente e follemente esilarante [...] questo nuovo Avengers del regista-sceneggiatore Joss Whedon è una perfetta corsa sull'aspartame". Helen O'Hara di Empire ha scritto che "Grazie a Whedon e al cast più carismatico e convincente di sempre, Age of Ultron ridefinisce la scala di quello che possiamo aspettarci dalle nostre epopee supereroistiche e allo stesso tempo inserisce nella sua enfasi il sentimento umano". Jim Vejvoda di IGN ha dato al film un voto di 8.4 su 10, affermando che "Avengers: Age of Ultron non riesce a raggiungere il fascino e la maestosità del vedere riuniti per la prima volta gli eroi più potenti della Terra. Detto questo, offre comunque tanto divertimento, tanta azione e tanti bei momenti tra i personaggi". In Italia Gabriele Niola di BadTaste.it ha scritto: "Age of Ultron ribadisce e perfeziona il predecessore, lima in meglio le scene d'azione pompando le vertigini di piacere cinetico contenute dalle elaborate e fluide coreografie in cui aumenta anche la componente di “gioco di squadra" e ha lodato l'abilità di Whedon di gestire più personaggi e le loro sottotrame. Antonio Bracco di Comingsoon.it ha lodato Whedon, scrivendo che "l'equilibrismo è il talento innato o acquisito che il regista ha usato più di ogni altro per far sì che Avengers: Age of Ultron potesse, non solo reggersi in piedi, ma ergersi al di sopra del precedente film".
In quanto supervisore del Marvel Cinematic Universe ha anche lavorato come consulente creativo sui film dei Marvel Studios precedenti ad Age of Ultron riscrivendo, per esempio, alcuni dialoghi per Thor: The Dark World, dirigendo per Captain America: The Winter Soldier la scena dopo i titoli di coda e suggerendo che fosse James Gunn a dirigere Guardiani della Galassia. Nonostante tutto questo Whedon ha dichiarato che non dirigerà un nuovo capitolo degli Avengers.

#### Much Ado About Nothing
In contemporanea alla lavorazione di The Avengers Whedon ha sviluppato un altro film completamente indipendente intitolato Much Ado About Nothing, trasposizione dell'omonima opera di William Shakespeare. Di questo film Whedon oltre che come regista viene accreditato anche come sceneggiatore, produttore, compositore e montatore. Le riprese del film iniziarono a metà ottobre del 2011 e si svolsero presso la residenza di Joss Whedon a Santa Monica in California fino al 23 ottobre. Whedon e sua moglie, Kai Cole, hanno prodotto il film mediante la loro casa di produzione Bellwether Pictures. Il film è stato girato interamente in bianco e nero in un periodo di dodici giorni, insieme al direttore della fotografia Jay Hunter. Whedon lo ha girato mentre si trovava in un periodo di riposo contrattuale dopo la post produzione del film The Avengers. Il progetto venne tenuto segreto fino alla fine della produzione, Whedon chiese infatti sia al cast che alla troupe di non parlarne con nessuno fino a riprese finite. Much Ado About Nothing ha ricevuto recensioni generalmente positive dai critici.

#### In Your Eyes
Nel 2014 è produttore e sceneggiatore del paranormal romance In Your Eyes diretto da Brin Hill, che narra una storia d'amore metafisica tra due persone apparentemente opposte che scopriranno essere in realtà profondamente connesse l'una all'altra e secondo lungometraggio della Bellwether Pictures. La sceneggiatura di Whedon, originariamente concepita nei primi anni 90, marca il tema della connessione umana come la metafora del legame misterioso della coppia.

#### DC Extended Universe
Nel marzo 2017 Whedon viene scelto per scrivere e dirigere il film del DC Extended Universe (DCEU) Batgirl. Nel maggio 2017 Whedon subentra a Zack Snyder alla regia di Justice League, occupandosi della supervisione della post-produzione del film e della regia di alcune scene aggiuntive.

## Fumetti
Grande appassionato di comics, Whedon ha scritto per la casa editrice Dark Horse Comics la miniserie Angel - Long Night's Journey e le avventure di Fray, la cacciatrice del futuro. Nel 2004, insieme al disegnatore John Cassaday, inizia a scrivere le storie per la serie Astonishing X-Men. Successivamente, nel 2008, Whedon e Cassaday lasceranno il posto a Warren Ellis e Simone Bianchi per il continuo della serie.
Dopo alcune storie ambientate nel buffyverse (Tales of the Vampires e Tales of the Slayers), ha scritto una storia di otto pagine per l'albo speciale Giant-Size X-Men 3 uscito nel 2005 e, nel 2006, "Stan Lee Mets Spiderman #1", breve storia celebrativa di 10 pagine per il 65º anniversario di Stan Lee alla Marvel; lo stesso anno realizza lo speciale per festeggiare i 20 anni della Dark Horse e un fumetto DC dedicato allo scomparso Sam Loeb. Nel 2006 è anche subentrato a Brian K. Vaughan nella sceneggiatura di Runaways, che ha scritto a partire dal 25.
In seguito, la Marvel Comics gli affida il compito di sceneggiare una serie degli X-Men creata appositamente per lui, Astonishing X-Men, disegnata da John Cassaday. Dopo aver sceneggiato 24 numeri della serie Whedon ne lascia le redini nel 2008 a Warren Ellis. La serie di Whedon fu al tempo una delle testate Marvel maggiormente vendute e candidata per diversi Eisner Award fra cui quello nelle categorie Miglior serie regolare, Miglior nuova serie e Miglior scrittore, vincendo nella categoria Miglior serie regolare. Una delle storyline di questa serie riguardante una cura alla mutazione divenne un elemento fondamentale nel terzo film degli X-Men, X-Men - Conflitto finale. Nel febbraio 2009, Astonishing X-Men # 6, il numero che rappresentava il ritorno di Colosso nella serie e concludeva il primo arco di storia di Whedon è stato nominato dai lettori il 65° miglior albo Marvel di tutti i tempi nella classifica dei Top 70.
Whedon è stato il creatore di diversi nuovi personaggi nell'universo Marvel. Nella serie Astonishing X-Men creò il villain Ord, le studentesse mutanti Blindfold e Armor (Hisako Ichiki), e Abigail Brand con l'organizzazione S.W.O.R.D.. In Runaways creò invece Klara Prast.
In collaborazione con Fábio Moon, Whedon ha creato il webcomic, miniserie in tre numeri, gratuito dal titolo Sugarshock!, come parte della rinascita di Dark Horse Presents, che è stato lanciato anche su Myspace. Whedon ha poi prodotto un altro fumetto distribuito gratuitamente su Internet, Serenity: The Other Half.
Per la Dark Horse ha inoltre dato il via all'ottava stagione di Buffy a fumetti, prosecuzione su carta di quella serie televisiva che lo ha reso famoso. Ha poi continuato a espandere il Buffyverse con la nona stagione di Buffy e, attualmente, è in fase di realizzazione l'undicesima. Ha inoltre progettato lo spin-off a fumetti di Buffy Willow Wonderland e la collana parallela alle stagioni 9 e successive di Buffy, ossia Angel & Faith.
Dopo il successo dell'ottava stagione di Buffy a fumetti, la IDW Publishing ha avvicinato Whedon per avviare un progetto simile riguardo a un'eventuale sesta stagione di Angel. Angel: After the Fall è stato così rilasciato in 17 volumi scritti da Brian Lynch e disegnati da Franco Urru. Whedon, in questo caso, ricopre il ruolo di supervisore della realizzazione generale e consulente per le trame.
Il fumetto è infatti per Whedon il mezzo per continuare su carta i suoi lavori e progetti, come Buffy e Angel.

## Progetti mai realizzati
All'inizio della sua carriera, Whedon ha venduto due sceneggiature speculative che non sono mai state realizzate intitolate Suspension e Afterlife. Ha venduto Suspension per 750 000 dollari, con un supplemento di $ 250.000 se la produzione fosse cominciata. Nel settembre del 2014, la rivista Empire ha ventilato la notizia che il copione era stato scritto ed era stato scelto Liam Neeson come uno degli attori. Il copione di Afterlife era stato, nel 1994, venduto per 1,5 milioni di dollari, con ulteriori $ 500.000 se la produzione fosse cominciata. Nel 2000, Andy Tennant era in trattative per dirigerne la realizzazione. In Afterlife erano precorsi i temi che Whedon avrebbe poi esplorato in Dollhouse ed avrebbe trattato di uno scienziato che si risveglia in un corpo che non è il suo.
Whedon ha avuto una serie di offerte per la realizzazione di spin-off di Buffy l'ammazzavampiri che però non sono mai stati realizzati. Tra questi sono degni di nota un progetto per un'eventuale serie animata intitolata Buffy the Animated Series e Ripper, una serie BBC sul personaggio di Rupert Giles.
Nel 2005 era stata annunciata la realizzazione da parte di Whedon di un film intitolato Goner. Secondo la rivista Variety, si sarebbe trattato di un thriller fantasy in sviluppo grazie alla Universal Pictures, sotto la produzione di Mary Parent e Scott Stuber.
Whedon è stato assunto per scrivere e dirigere un adattamento per la Warner Bros. di Wonder Woman. Tuttavia, nel febbraio 2007, Whedon ha annunciato la sua uscita dal progetto. Inoltre il nome Whedon era stato fatto come possibile sceneggiatore di Batman Begins.
La possibilità di realizzare un sequel di Dr. Horrible's Sing-Along Blog è stata accantonata in più occasioni. Nel 2009, tuttavia Whedon ha osservato la possibilità di proseguire il progetti di Dr. Horrible's Sing-Along Blog sotto forma di un'altra miniserie o di un film.

## Influenze
Whedon ha citato Ray Bradbury, James Cameron, Rod Serling, William Shakespeare, Stephen Sondheim, Steven Spielberg, Charles Dickens, Stan Lee, Robert Klein, Jerome Robbins, Frank Borzage, Steve Gerber, Steven Bochco, Frances Hodgson Burnett e John Williams come influenze. Quando gli è stato chiesto dei suoi cinque film preferiti, Whedon ha citato Matrix (1999), C'era una volta il West (1968), Il bruto e la bella (1952), Magnolia (1999) e Il giullare del re (1956).

## Controversie
Nel luglio 2020 è stato pubblicamente attaccato dall'attore Ray Fisher che sul suo profilo Twitter lo ha accusato di comportamenti scorretti e non professionali sul set dei reshoot di Justice League che ritiene siano stati possibili anche grazie a Geoff Johns e Jon Berg, produttori del film. WarnerMedia ha avviato un'indagine interna per verificare la veridicità delle affermazioni di Fisher. Il 25 novembre 2020 ha abbandonato il ruolo di showrunner in The Nevers, serie in sviluppo presso HBO Max (piattaforma del gruppo Warner Media).
Nel febbraio 2021 l'attrice Charisma Carpenter, che ha recitato in Buffy e Angel, ha dichiarato che Whedon ha abusato del suo potere più volte, definendolo "vampiro" e "gratuitamente crudele". In un tweet ha scritto che Whedon l'ha chiamata "grassa" e che le chiese se avesse intenzione di tenere il suo bambino quando venne a conoscenza della sua gravidanza, ha deriso la sua religione e ha ripetutamente minacciato di licenziarla. Ha inoltre rivelato di aver partecipato all'indagine di Warner Media concernente Justice League. Amber Benson e Michelle Trachtenberg hanno confermato le accuse di Carpenter. Sui social media, Benson ha scritto che Buffy era un ambiente tossico e Trachtenberg ha scritto che "sappiamo quello che ha fatto" e ha affermato che il suo comportamento nei suoi confronti quando lei era un'adolescente non era appropriato. Ha dichiarato anche che c'era una regola sul set che impediva a Whedon di stare in una stanza da sola con lei. Sarah Michelle Gellar, anch'ella star di Buffy, ha prestato il suo sostegno e ha preso le distanze da Whedon.
Jose Molina, uno sceneggiatore di Firefly, si è espresso contro il comportamento di Whedon dicendo: "'Gratuitamente crudele' è un modo perfetto per descrivere Joss" e aggiungendo: "Pensava che essere cattivi fosse divertente. Far piangere scrittrici durante una sessione di appunti era particolarmente isterico. In realtà gli piaceva vantarsi di aver fatto piangere due volte uno scrittore in una riunione".
Gal Gadot, nel contesto della promozione di Wonder Woman 1984, ha dichiarato che la sua esperienza con Whedon non era stata delle migliori. A maggio 2021 ha dichiarato che Whedon ha avuto comportamenti scorretti sul set di Justice League e che ha minacciato la sua carriera. Il motivo del dissidio è stata la sua preoccupazione che Wonder Woman potesse risultare un personaggio troppo aggressivo, anche in relazione agli altri film del DC Extended Universe.

## Filmografia

### Regista

#### Cinema

##### Lungometraggi
- The Avengers (2012)
- Avengers: Age of Ultron (2015)
- Justice League (2017) – con Zack Snyder, scene aggiuntive e post-produzione (non accreditato)

##### Scene dopo i titoli di coda
- Thor (2011)
- Captain America: The Winter Soldier (2014)

#### Televisione
- Buffy l'ammazzavampiri (Buffy the Vampire Slayer) – serie TV, 22 episodi (1997-2003)
- Angel – serie TV, 7 episodi (1999-2004)
- Firefly – serie TV, episodi 1x01-1x10-1x11 (2002)
- The Office – serie TV, episodi 3x16-4x06 (2007)
- Dollhouse – serie TV, episodi 1x01-2x01 (2009-2010)
- Glee – serie TV, episodio 1x19 (2010)
- Agents of S.H.I.E.L.D. – serie TV, episodio 1x01 (2013)
- The Nevers – serie TV, episodi 1x01-1x05 (2021)

#### Webserie
- R. Time Sessions (2005)
- Dr. Horrible's Sing-Along Blog (2008)
- Unlocked (2017)

### Sceneggiatore

#### Cinema
- Buffy l'ammazzavampiri (Buffy the Vampire Slayer), regia di Fran Rubel Kuzui (1992)
- Toy Story - Il mondo dei giocattoli, regia di John Lasseter (1995)
- Alien - La clonazione, regia di Jean-Pierre Jeunet (1997)
- Titan A.E., regia di Don Bluth, Gary Goldman e Art Vitello (2000)
- Serenity (2005)
- Comic-Con Episode IV (2011)
- Quella casa nel bosco (The Cabin in the Woods), regia di Drew Goddard (2012)
- The Avengers (2012)
- Much Ado About Nothing (2012)
- In Your Eyes, regia di Brin Hill (2014)
- Avengers: Age of Ultron (2015)
- Justice League (2017)

#### Televisione
- Pappa e ciccia (Roseanne) – serie TV, 4 episodi (1988-1997)
- Fra nonni e nipoti (Parenthood) – serie TV, 3 episodi (1990-1991)
- Buffy l'ammazzavampiri (Buffy the Vampire Slayer) – serie TV, 145 episodi (1997-2003)
- Angel – serie TV, 110 episodi (1999-2004)
- Firefly – serie TV, 14 episodi (2002-2003)
- Dollhouse – serie TV, 27 episodi (2009-2010)
- Agents of S.H.I.E.L.D. – serie TV, 136 episodi (2013-2020)
- The Nevers – serie TV, 6 episodi (2021)

#### Webserie
- R. Time Sessions (2005)
- Dr. Horrible's Sing-Along Blog (2008)

### Produttore

#### Cinema
- Comic-Con Episode IV (2011)
- Quella casa nel bosco (The Cabin in the Woods), regia di Drew Goddard (2012)
- Much Ado About Nothing (2012)
- In Your Eyes, regia di Brin Hill (2014)

#### Televisione
- Agents of S.H.I.E.L.D. – serie TV, 136 episodi (2013-2020)
- The Nevers – serie TV, 6 episodi (2021)

#### Webserie
- R. Time Sessions (2005)
- Dr. Horrible's Sing-Along Blog (2008)

### Attore

#### Cinema
- Bandwagon (2004)

#### Televisione
- Angel – serie TV, episodio 2x21 (2001)
- Veronica Mars – serie TV, episodio 2x06 (2005)

## Fumetti
- Fray
- Angel - Long Night's Journey
- I racconti delle cacciatrici
- I racconti dei vampiri
- Giant Size X-man
- Stan Lee Mets Spiderman #1
- Speciale venti anni della Dark Horse
- Fumetto DC dedicato allo scomparso Sam Loeb
- Sugar Shock
- Serenity: Those Left Behind
- Serenity: Better Days
- Serenity: Buffy
- Astonishing X-Men
- Runaways
- Angel: Dopo la caduta
- Buffy – Stagione 8
- Buffy – Stagione 9
- Buffy - Stagione 10
- Angel & Faith
- Willow

## Collaborazioni
Joss Whedon ha la consuetudine di lavorare con alcuni attori in modo ricorrente. La seguente tabella elenca le collaborazioni avute tra Whedon e alcuni attori e attrici.
| Attore / Attrice     | Buffy l'ammazzavampiri (1992) | Buffy l'ammazzavampiri (1997–2003) | Angel (1999–2004) | Firefly (2002) | Serenity (2005) | Dr. Horrible's Sing-Along Blog (2008) | Dollhouse (2009–2010) | Glee* (2009) | Quella casa nel bosco (2012) | The Avengers (2012) | Much ado about nothing (2012) | Agents of S.H.I.E.L.D. (2013) |
| Amy Acker            |                               |                                    | x                 |                |                 |                                       | x                     |              | x                            |                     | x                             | x                             |
| Adam Baldwin         |                               |                                    | x                 | x              | x               |                                       |                       |              |                              |                     |                               |                               |
| Felicia Day          |                               | x                                  |                   |                |                 | x                                     | x                     |              |                              |                     |                               |                               |
| Alexis Denisof       |                               | x                                  | x                 |                |                 |                                       | x                     |              |                              | x                   | x                             |                               |
| Eliza Dushku         |                               | x                                  | x                 |                |                 |                                       | x                     |              |                              |                     |                               |                               |
| Nathan Fillion       |                               | x                                  |                   | x              | x               | x                                     |                       |              |                              |                     | x                             |                               |
| Summer Glau          |                               |                                    | x                 | x              | x               |                                       | x                     |              |                              |                     |                               |                               |
| Christina Hendricks  |                               |                                    | x                 | x              |                 |                                       |                       |              |                              |                     |                               |                               |
| Carlos Jacott        |                               | x                                  | x                 | x              |                 |                                       |                       |              |                              |                     |                               |                               |
| Fran Kranz           |                               |                                    |                   |                |                 |                                       | x                     |              | x                            |                     | x                             |                               |
| Tom Lenk             |                               | x                                  | x                 |                |                 |                                       |                       |              | x                            |                     | x                             |                               |
| Kal Penn             |                               | x                                  | x                 |                |                 |                                       |                       |              |                              |                     |                               |                               |
| Mark Sheppard        |                               |                                    |                   | x              |                 |                                       | x                     |              |                              |                     |                               |                               |
| Gina Torres          |                               |                                    | x                 | x              | x               |                                       |                       |              |                              |                     |                               |                               |
| Alan Tudyk           |                               |                                    |                   | x              | x               |                                       | x                     |              |                              |                     |                               |                               |
| Andy Umberger        |                               | x                                  | x                 | x              |                 |                                       |                       |              |                              |                     |                               |                               |
| Jonathan M. Woodward |                               | x                                  | x                 | x              |                 |                                       |                       |              |                              |                     |                               |                               |
| Neil Patrick Harris  |                               |                                    |                   |                |                 | x                                     |                       | x            |                              |                     |                               |                               |
| Seth Green           | x *                           | x                                  | x                 |                |                 |                                       |                       |              |                              |                     |                               |                               |
| Chris Hemsworth      |                               |                                    |                   |                |                 |                                       |                       |              | x                            | x                   |                               |                               |
| Clark Gregg          |                               |                                    |                   |                |                 |                                       |                       |              |                              | x                   | x                             | x                             |
| Dichen Lachman       |                               |                                    |                   |                |                 |                                       | x                     |              |                              |                     |                               | x                             |
| -------------------- | ----------------------------- | ---------------------------------- | ----------------- | -------------- | --------------- | ------------------------------------- | --------------------- | ------------ | ---------------------------- | ------------------- | ----------------------------- | ----------------------------- |

- Le attrici con cui Whedon ha collaborato più volte sono Summer Glau ed Amy Acker: la prima è infatti apparsa in un episodio in Angel, è stata protagonista di Firefly e Serenity ed ha avuto un ruolo minore nella seconda stagione di Dollhouse; la seconda è stata fra i protagonisti di Angel, ha partecipato a Dollhouse e Quella casa nel bosco, ed è la protagonista di Much ado about nothing.
- Per quanto riguarda gli attori è invece Nathan Fillion, che ha interpretato Caleb negli ultimi episodi di Buffy, il capitano Malcolm Reynolds in Firefly e Serenity, ed è tra i protagonisti del musical Dr. Horrible's Sing-Along Blog e del film Much ado about nothing.
- Gli attori presenti sia in Firefly che in Serenity interpretano lo stesso personaggio.
- Carlos Jacott, Andy Umberger, Kal Penn e Jonathan M. Woodward interpretano personaggi diversi in Buffy l'ammazzavampiri ed Angel. Nella tabella non sono comunque indicati gli attori che interpretano lo stesso personaggio nelle due Serie TV, ovvero Sarah Michelle Gellar, David Boreanaz, Charisma Carpenter, James Marsters, Alyson Hannigan, Mercedes McNab, Julie Benz, Juliet Landau, Julia Lee e Mark Metcalf, tutti apparsi in almeno un episodio sia di Buffy che di Angel. Eliza Dushku e Alexis Denisof fanno comunque eccezione, essendo apparsi anche in Dollhouse. Tom Lenk, invece, sarà protagonista del film Quella casa nel bosco, prodotto da Whedon.
- Joss Whedon ha diretto il diciannovesimo episodio della prima stagione di Glee, nel quale è presente Neil Patrick Harris, con cui aveva già collaborato.
- Seth Green è apparso in una scena del film Buffy l'ammazzavampiri, ma questa è stata successivamente tagliata. Ad ogni modo, l'attore è considerato l'unico presente sia nel film che nella serie sulla Cacciatrice.
- Chris Hemsworth, fra gli attori protagonisti di Quella casa nel bosco (The Cabin in the Woods), riprende il ruolo di Thor nel film The Avengers.
- Dichen Lachman che ha interpretato il ruolo di Sierra in Dollhouse, ricompare nel telefilm Agent Of Shield come la Madre di Skye.

## Riconoscimenti
| Anno | Premio               | Categoria                                                  | Opera                                                       | Risultato       |
| ---- | -------------------- | ---------------------------------------------------------- | ----------------------------------------------------------- | --------------- |
| 1995 | Premio Oscar         | Migliore sceneggiatura originale                           | Toy Story                                                   | Candidato/a     |
| 1996 | Saturn Award         | Migliore sceneggiatura                                     | Toy Story                                                   | Candidato/a     |
| 2000 | Primetime Emmy Award | Outstanding Writing for a Drama Series                     | Buffy l'ammazzavampiri episodio L'urlo che uccide           | Candidato/a     |
| 2002 | Premio Nebula        | Miglior sceneggiatura                                      | Buffy l'ammazzavampiri episodio Un corpo freddo             | Candidato/a     |
| 2003 | Premio Nebula        | Miglior sceneggiatura                                      | Buffy l'ammazzavampiri episodio La vita è un musical        | Candidato/a     |
| 2003 | Premio Hugo          | Best Dramatic Presentation Short Form                      | Angel episodio Dietro le quinte e Firefly episodio Serenity | Candidato/a     |
| 2004 | Premio Hugo          | Best Dramatic Presentation Short Form                      | Buffy l'ammazzavampiri episodio La prescelta                | Candidato/a     |
| 2006 | Premio Hugo          | Best Dramatic Presentation Long Form                       | Serenity                                                    | Vincitore/trice |
| 2006 | Eisner Award         | Miglior serie regolare                                     | Astonishing X-Men                                           | Vincitore/trice |
| 2008 | Eisner Award         | Miglior serie nuova                                        | Buffy – Stagione 8                                          | Vincitore/trice |
| 2008 | Eisner Award         | Miglior fumetto digitale                                   | Sugarshock!                                                 | Vincitore/trice |
| 2009 | Bradbury Award       | Outstanding Dramatic Presentation                          | N.D.                                                        | Vincitore/trice |
| 2009 | Daytime Emmy Award   | Writing For A Special Class Special                        | Dr. Horrible's Sing-Along Blog                              | Vincitore/trice |
| 2009 | Emmy Award           | Outstanding Short-Format Live-Action Entertainment Program | Dr. Horrible's Sing-Along Blog                              | Vincitore/trice |
| 2013 | Saturn Award         | Migliore sceneggiatura                                     | Quella casa nel bosco (divisa con Drew Goddard)             | Candidato/a     |
| 2013 | Saturn Award         | Miglior regista                                            | The Avengers                                                | Vincitore/trice |
| 2013 | Empire Awards        | Miglior regista                                            | The Avengers                                                | Candidato/a     |